# Mel Kiper Jr.
Melvin Adam Kiper Jr. (Baltimore, 25 de julho de 1960) é um analista de futebol americano da ESPN . Ele tem aparecido na cobertura anual do draft da NFL da ESPN desde 1984, fornecendo informações detalhadas sobre as possíveis escolhas do draft do país.

## Carreira
Kiper disse que Ernie Accorsi, gestor geral do então Baltimore Colts, o encorajou a se tornar um analista de projetos. Accorsi disse a ele que havia um mercado para draft information e sugeriu que Kiper convertesse sua análise em um negócio.
Kiper e seu colega Todd McShay costumam ser apresentados juntos e comparam seus drafts simulados em programas da ESPN.

## Big Board
Kiper criou a o que ele chama de "big board", no qual classifica os melhores 25 jogadores todas as semanas. Durante a cobertura do draft da ESPN, o "big board" de Kiper é atualizado automaticamente assim que um jogador é selecionado. 